# Charleston (Jižní Karolína)
Charleston je přístavní město v Jižní Karolíně ve Spojených státech amerických. Má přibližně 150 tisíc obyvatel a jde tak o druhé největší město státu Jižní Karolína. Původní název města Charlestown vznikl spojením slov „Charles“ a „town“ v roce 1672, a to na počest tehdejšího anglického a skotského krále Karla II. Stuarta. Od roku 1783 se užívá současný název.

## Geografie
Rozkládá se na 330 km², přičemž 50 km² tvoří plocha vody. Město leží na soutoku řek Ashley a Cooper, což spolu s přístupem k Atlantskému oceánu město předurčuje býti úspěšným přístavem. Město leží v nízké poloze díky rovinaté krajině, takže prudké deště vedou nezřídka k ničivým povodním.

## Klima
Město se vyznačuje vlhkým subtropickým klimatem, díky němuž jsou zimy mírné a léta horká s početnými srážkami. Měsícem s nejpočetnějším množstvím srážek je srpen (181,6 mm), nejsušším měsícem je pak listopad (61,7 mm). V zimě jde především o srážky dešťové, sníh se vyskytuje zřídka. Nejteplejším měsícem roku je červenec (32,6 °C), nejstudenějším pak leden (15 °C). Průměrná doba slunečního svitu v Charlestonu je 2 810,8 hodin. Jihovýchodní přímořský pás USA je vystaven často ničivým bouřím, roku 1998 hurikán Hugo zpustošil část města včetně zástavby.

## Historie

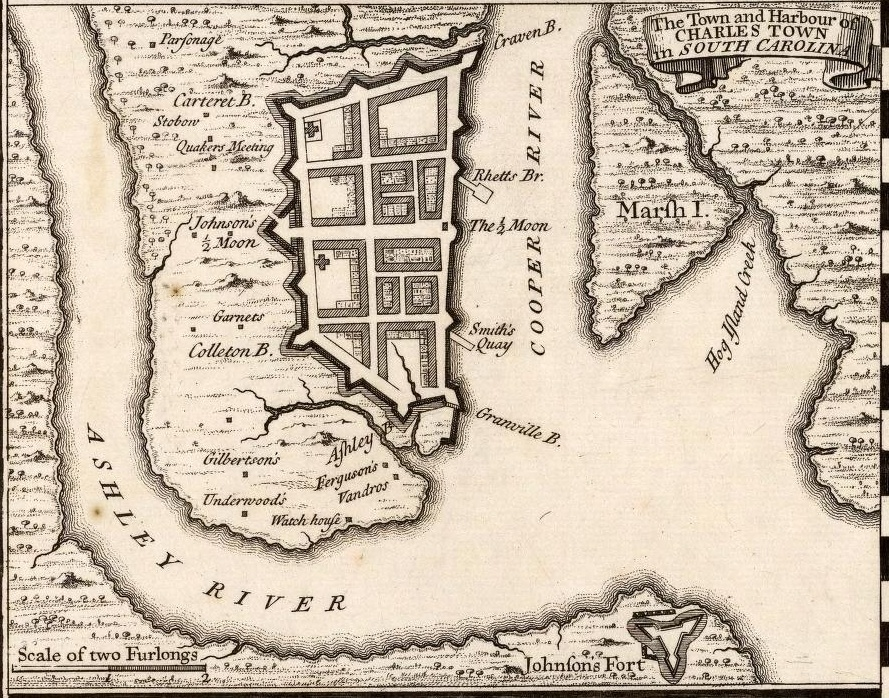
Nejstarší plán opevněného města a přístavu, z roku 1733

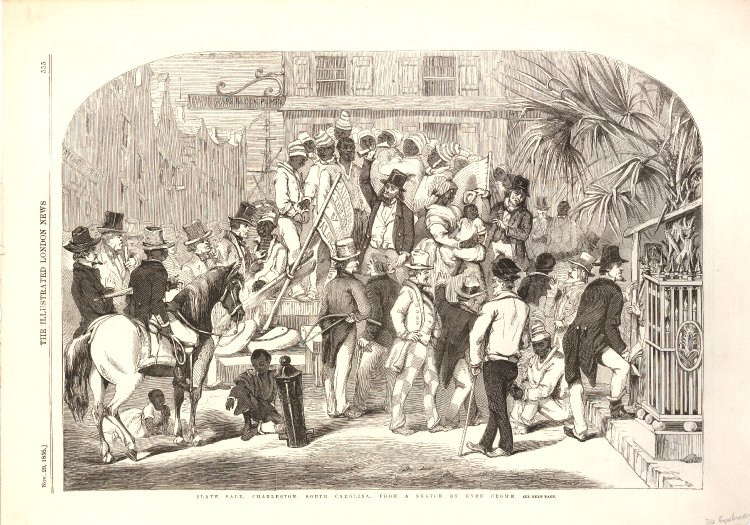
Charlestonský trh s africkými otroky, ilustrace z časopisu z r.1856

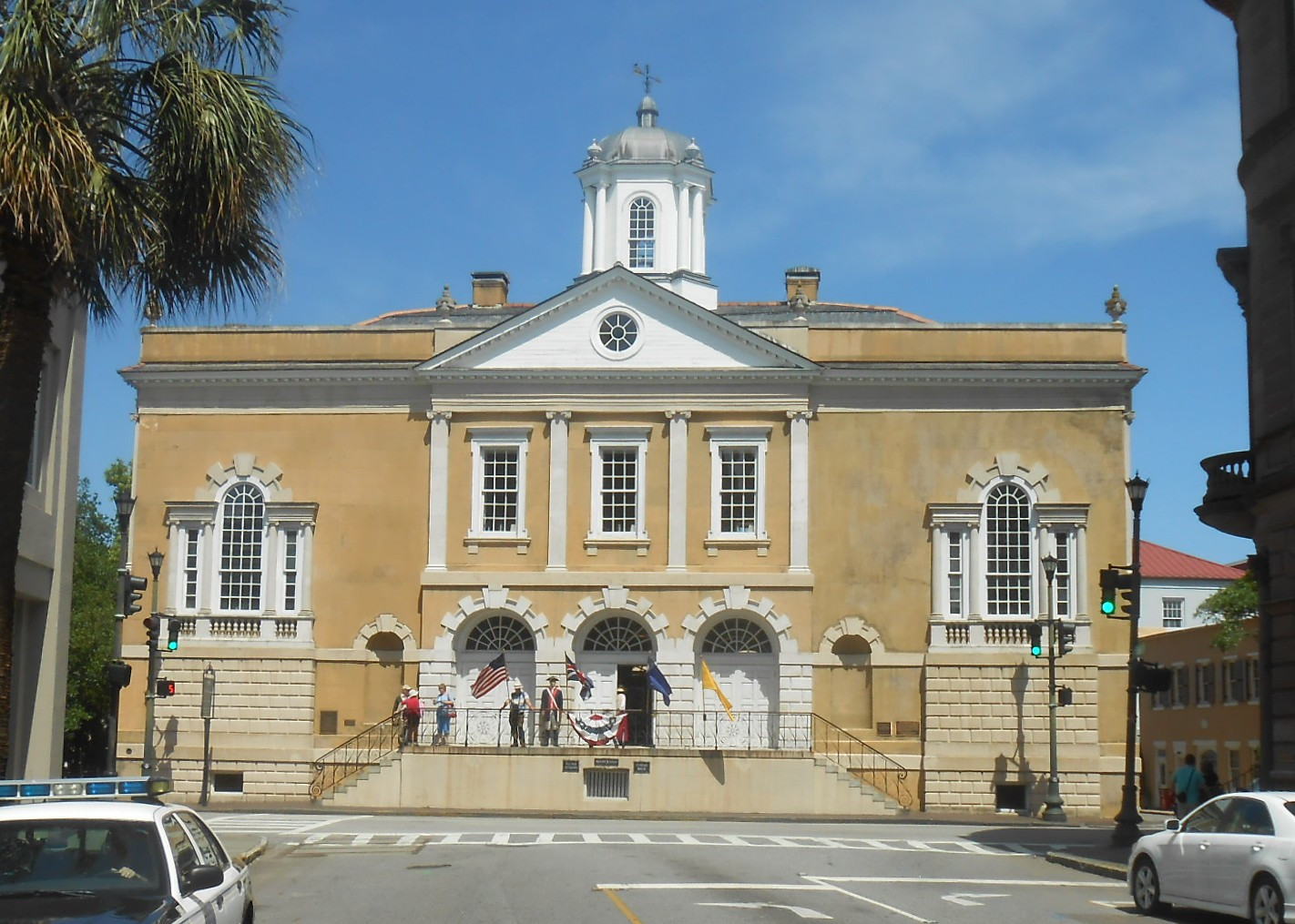
Exchange and Provost Dungeon House, budova směnárny a proboštství z roku 1767

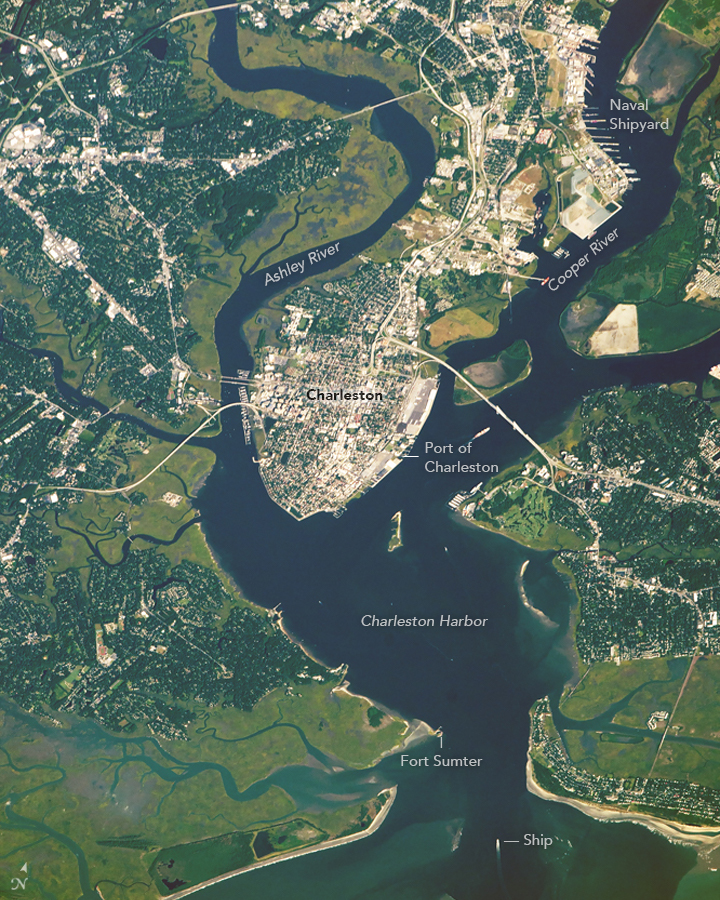
Charleston - přístav a zátoka

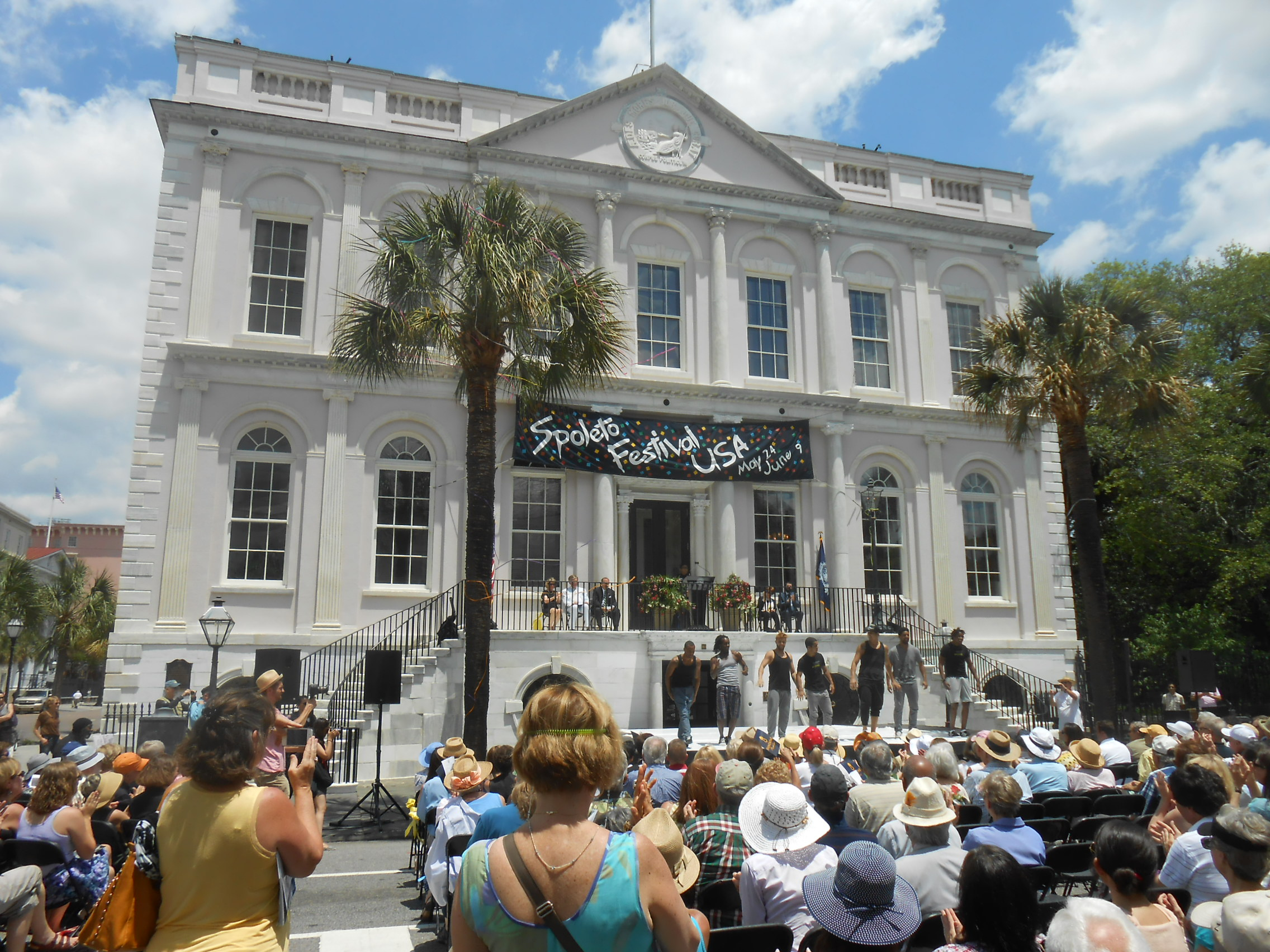
Budova radnice každoročně hostí Spoleto Festival

### Koloniální období
Město bylo založeno roku 1672 v Albemarle Point na západním břehu řeky Ashley (nyní Charles Towne) poté, co vyslanci anglického krále Karla II. připluli k břehům Jižní Karolíny. V roce 1680 osadníci přesídlili na současné místo, které se během deseti let stalo pátým největším městem v Severní Americe. podle plánu guvernéra Nathaniela Johnsona bylo město roku 1704 opevněno. Během koloniálního období zůstalo neregistrováno; jeho vládu řídil přímo koloniální soudce a guvernér vyslaný anglickým parlamentem. Volební okrsky byly organizovány podle anglikánských farností a některé sociální služby vedli anglikánští duchovní. Roku 1761 zachvátil město ničivý požár a většina dřevěné městské zástavby lehla popelem. Teprve v roce 1783 Charleston přijal současný název a začlenil se do Konfederace. Rychlý populační růst ve vnitrozemí Jižní Karolíny vedl k odstranění britské vlády státu v roce 1788. Charleston však zůstal mezi deseti největšími městy ve Spojených státech i při sčítání lidu 1840.
Význam Charlestonu v americké historii byl díky geografické poloze a schopným obchodníkům k nejvýznamnějším americkým přístavům, obchodujícím s otroky; zajišťoval téměř polovinu veškerého dovozu. V čele obchodu stál od konce 18. století Joseph Wragg, který jako první Američan prolomil monopol Královské africké společnosti. 
Když v roce 2018 televize CNN označila Charleston za symbol historie afroamerického otroctví, město se za svou minulost formálně omluvilo.

### Občanská válka
Město se stalo klíčovým přístavem a křižovatkou v Konfederaci států amerických za americké občanské války. Bylo důležitou dopravní tepnou jižanů pro dovoz zbraní z evropských zemí přes Atlantský oceán, především ze Spojeného království a z Francie. Bylo proto pobořeno hned v prvním roce války (1861). Dochovala se architektura domů koloniálního stylu.

## Současnost
Nyní patří Charleston k nejrychleji rostoucím městům na východním pobřeží USA. V roce 1989 je zasáhl ničivý hurikán. Podle sčítání lidu v roce 2010 měl 120 083 obyvatel, podle sčítání lidu v roce 2014 125 583 obyvatel a v roce 2016 134.385 obyvatel.

## Školství
Na okraji města sídlí Charlestonská státní universita, která je pokračovatelkou vyšší střední školy The College of Charleston, založené roku 1824 a obvykle se uvádí jako 13. nejstarší americká univerzita. Ve městě dále působí významná lékařská fakulta jihokarolinské univerzity The Medical Charleston University, která byla založena roku 1770 jako první americká soukromá vysoká lékařská škola, dlouholetou tradici má rovněž vojenská univerzita The Citadel.

## Sport
Od roku 1973 zde každoročně v dubnu světová tenisová federace WTA pořádá mezinárodní tenisový turnaj žen, původně  nesl titul Family Circle Cup,  od roku 2016 je sponzorem turnaje automobilka Volvo, a proto byl turnaj přejmenován na Volvo Car Open.

## Kultura

### Divadlo
Město má dlouhou a rozmanitou divadelní tradici anglicko-francouzsko-americkou a desítku divadelních scén. Bylo zde založeno jedno z prvních amerických divadel. V roce 2010 byl vyhlášen v první desítce amerických předních divadelních měst.
Charlestonská divadla, jež jsou součástí prestižní "League of Charleston Theatres":
- The Dock Street Theatre - divadlo bylo otevřeno v roce 1930. Je jedním z nejstarších Charlestonských scén.
- The Woolfe Street Playhouse
- The Footlight Players – jedno z nejuznávanějších jižanských divadel.
- Theatre 99 – Improvizační charlestonská scéna
- Pure Theatre – oproti ostatním divadlům relativně malá scéna, hraje především moderní tvorbu
- Sottile Theater – scéna Charlestonské univerzity
- The Black Fedora Comedy Mystery Theatre
- Threshold Repertory Theatre
- Creative Spark

## Památky

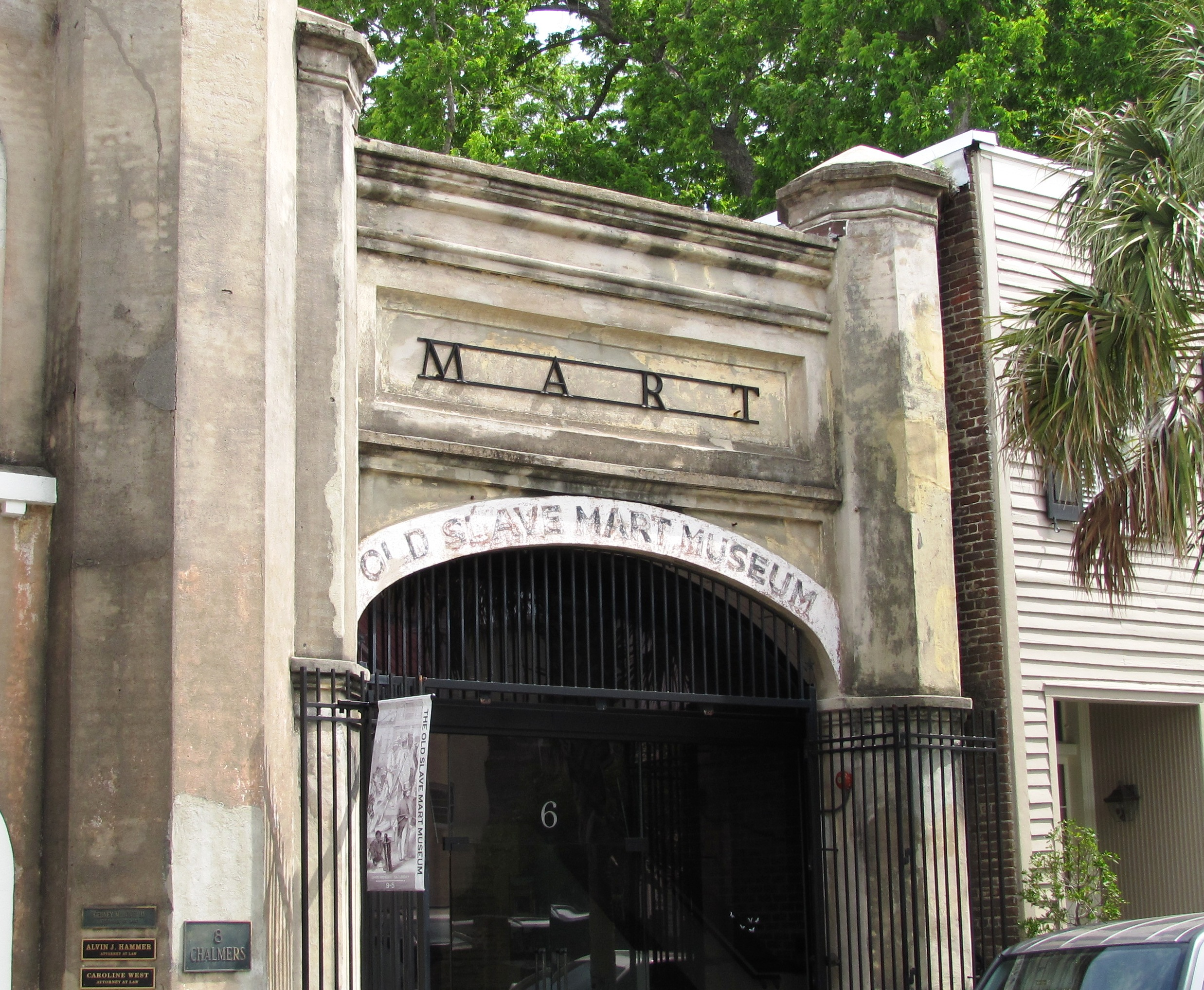
Old Slave Mart Museum

Historické domy adaptované pro muzea nebo expozice:
- The Calhoun Mansion - Viktoriánský dům z roku 1876
- The Charleston Museum - městské muzeum bylo otevřeno roku 1773 a je nejstarší z amerických muzeí. Expozice ukazuje jak Jižanské otrokářské zemědělství s plantážemi, tak historii, kulturu a umění, i válečné dějiny města.
- The Old Slave Mart Museum – muzeum otrokářství s branou na trh s otroky z roku 1850
- The Exchange and Provost Dungeon House - budova směnárny a správy, postavená roku 1767. Během Americké revoluce byla budova využita jako vězení a roku 1791 zde George Washington ratifikoval text Ústavy Spojených států.
- The Powder Magazine - budova někdejšího obchodu se střelivem, nyní expozice střelného prachu. Zároveň jde o nejstarší veřejnou budovu v Jižní Karolíně.
- The Nathaniel Russell House - rodinný dům rodiny jižanského boháče, dnes muzeum bytové kultury 19. století

## Významné osobnosti
- Edward Rutledge,(1749-1800), politik, nejmladší signatář Deklarace nezávislosti Spojených států, 39. guvernér Jižní Karolíny
- William Charles Wells (1757–1817), fyzik
- John C. Calhoun (1782–1850), viceprezident Spojených států
- William Aiken, Jr. (1806–1887), guvernér Jižní Karolíny
- Judah P. Benjamin (1811–1884), senátor za Louisianu
- Ernest Everett Just (1883–1941), biolog
- DuBose Heyward (1885–1940), spisovatel
- Arthur Freed (1894–1973), filmový producent Hollywoodu
- Frank Bunker Gilbreth, Jr. (1911–2001), novinář, autor knihy "Dvanáct do tuctu"
- Robert F. Furchgott (1916–2009), americký biochemik, držitel Nobelovy ceny za fyziologii z r. 1998
- Robert Jordan (1948-2007), spisovatel, autor fantasy cyklu Kolo času
- Beth Daniel (* 1956), profesionální golfista
- Thomas Gibson (* 1962), herec
- Stephen Colbert (* 1964), komik, herec, moderátor a spisovatel
- Andy Dick (* 1965), komik, herec a zpěvák
- Katrina McClain Johnsonová (* 1965), basketbalistka, medailistka Olympijských her 2012
- Joel Derfner (* 1973), spisovatel
- Anthony Johnson (* 1974), basketbalista
- Laron Profit (* 1977), basketbalista
- Kwame Brown (* 1982), basketbalista
- Josh Powell (* 1983), basketbalista